# Palež Dobora 1408.
Palež Dobora bitka je koja se 1408. godine odigrala u Doboru, u Usori. Sukobile su se snage Hrvatskog Kraljevstva i Kraljevine Ugarske protiv pobunjeničke snage (većinom iz Bosanskog Kraljevstva).

## Uvod
Zbog upletenosti bosanskih i hrvatskih velikaša u dinastičke ratove u Hrvatsko-Ugarskoj, grad se našao usred tog sukoba kao poprište nekoliko bitaka (1394., 1397.). U Bosni je tada vladao Stjepan Dabiša.

## Bitka
Zbog sukoba oko ugarsko-hrvatskog prijestolja zapalio ga je hrvatsko-ugarski kralj Žigmund Luksemburški. Tada je pobijen veliki broj plemstva, 170 plemića platilo je glavom svoju pobunu protiv budimskog dvora. 

## Posljedice
Žigmundovi upadom u Usoru koji je rezultirao paležju Dobora i pokoljem lokalne hrvatske vojske, Hrvoje Vukčić Hrvatinić je prešao na Žigmundovu stranu, zadržavši sve naslove i uprave koje je imao. Ugarska pobjeda u Usori označila je stvarno slabljenje moći Hrvatinića. K tome ponovo je 1412. za kralja u Bosniizabran Stjepan Ostoja, kralj na čije je svrgavanje utjecao Hrvatinić. 
Nezadovoljstva koja su uslijedila rezultirala su bitkom kod Lašve 1415. godine.